# Río Amyl
El río Amyl (en ruso: Амыл) es un río de Siberia oriental en Rusia, que discurre por el krai de Krasnoyarsk . Es un afluente por la izquierda del río Tuba, que es tributario del río Yeniséi.

## Geografía
El río discurre en su mayor parte por la región montañosa de los montes Sayanes. Nace en el raión de Karatuz. Del mismo modo que lo hace lac ofluencia del río Kazyr por la izquierda, contribuye a originar el río Tubá. La desembocadura se da en Kachulka.
Desde 1835 se extrae oro de las orillas del Amyl.
Río de montaña, no es navegable y tiene numerosos rápidos.
El Amyl permanece helado desde el mes de octubre o principio de noviembre al fin de abril o inicio de mayo.

## Hidrometría - Los caudales mensuales en Kachulka
El caudal del río ha sido observado durante 43 años (1936-1989) en Kachulka, localidad situada en el krai de Krasnoyarsk al nivel de su condluencia con el río Tubá.
El caudal interanual medio observado en Kachulka durante este periodo de tiempo fue de 215 m³/s para una superficie drenada de 9.850 km², es decir la totalidad de la cuenca hidrográfica del río. La lámina de agua que se vierte en la cuenca alcanza los 689 mm al año, que puede considerarse como muy elevada.
El río es alimentado en gran parte por la fusión de las nieves y los hielos, el Amyl es un río de régimen nivo-pluvial. 
Las crecidas se desarrollan de abril a septiembre, lo que corresponde en primer lugar a la fusión de las nieves de las cimas de la parte superior de su cuenca, en el senmo de los montes Sayanes, y seguida por las lluvias estivales. Desde el mes de octubre, el caudal del río baja rápidamente, lo que conduce al periodo de estiaje, que se da de noviembre a marzo, con un mínimo en febrero-marzo. Esta estación corresponde al riguroso invierno siberiano que se abte sobre toda la región. El río conserva durante esta temporada cierto caudal.
El caudal mensual oobservado en febrero (mínimo de estiaje) es de 33,4 m³/s, lo que corresponde a un 4,5% del caudal medio del mes de julio, que es de 734 m³/s), lo que testimonia la amplitud importante de las variaciones estacionales. Durante el periodo de observación el caudal mensual mínimo fue de 22 m³/s en febrero de 1964, mientras que el caudal mensual máximo se elevaba a  1.500 m³/s en junio de 1966.
En lo que concierne al periodo estival, libre de hielos (de mayo a septiembre inclusive), el caudal mensual mínimo observado ha sido de 53,8 m³/s en agosto de 1974, un nivel considerable. Un caudal inferior a 60 m³/s es prácticamente excepcional
Caudales medios mensuales (en m³/s) medidos en la estación hidrométrica de Kachulka
Datos calculados sobre 43 años